# Teleskopbagger

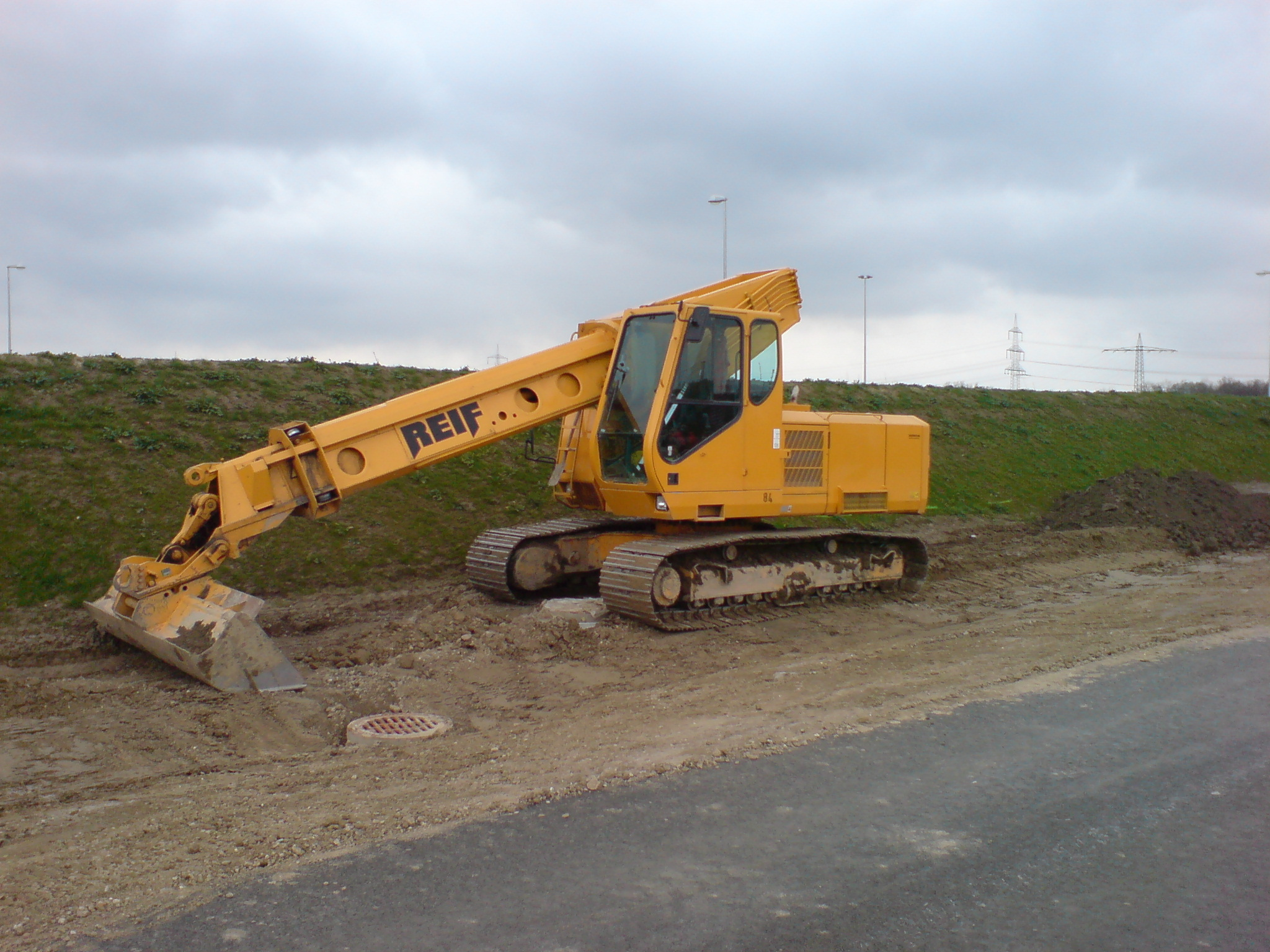
Teleskopbagger EWK

Der Teleskopbagger ist ein Erdbaugerät (Baumaschine) und eine Produktionsmaschine für die Hüttenindustrie aus dem Bereich der Hydraulikbagger. Er unterscheidet sich von einem typischen Hydraulikbagger durch seinen starren Ausleger. Diese Bagger sind heute in der Bauindustrie recht selten in Deutschland anzutreffen, da sie zwar vielseitiger eingesetzt werden können und genauer arbeiten als konventionelle Hydraulikbagger, jedoch in der Anschaffung teurer sind. In der Hüttenindustrie sind Teleskopbagger (auch Ausbruchmaschine genannt) unverzichtbar und nahezu in jedem Hüttenwerk der Welt im Einsatz. Sie werden dort wegen ihrer hohen Reißkräfte zum Ausbrechen von Feuerfestmaterial und Entfernen von Schlacke bei Temperaturen bis zu 1500 °C eingesetzt.

## Aufbau und Funktionsweise
Der Unterwagen des Teleskopbaggers entspricht dem eines normalen Hydraulikbaggers und ist mit dem üblichen Raupen- oder Radfahrwerk ausgestattet.
Der Oberwagen verfügt über ein Hydraulikaggregat, da alle Funktionen des Baggers hydraulisch angetrieben werden. Während ein konventioneller Hydraulikbagger über einen Arm mit mehreren Gelenken verfügt, ist der Ausleger des Teleskopbaggers nur im Oberwagen in einem Gelenk gelagert und kann, ähnlich wie ein Kranausleger, um rund 30° nach oben, bzw. 90° nach unten geschwenkt werden. Die Auslenkung wird durch Ausfahren des Teleskopauslegers in axialer Richtung erreicht. Dafür besteht der Ausleger aus mehreren ineinanderlaufenden Hohlprofilen, die durch innenliegende Hydraulikzylinder ein- und ausgefahren werden können. Daher kommt auch der Name des Baggers, da der Ausleger an den Ausfahrmechanismus alter Teleskope erinnert. In der Regel sind mit dieser Auslegerform zwischen 3,6 m und 15,4 m Reichweite möglich.
Das Arbeitsgerät ist am Ende des Auslegers angebracht und radial zur Auslegerachse schwenkbar.

## Spezielle Einsatzgebiete
Für folgende Aufgaben sind Teleskopbagger geeignet:
- Normale Hoch- und Tieflöffelarbeiten
- Planierarbeiten mit Planierschild oder normaler Tieflöffelausrüstung
- Profilarbeiten im Böschungs- und Grabenbau. Durch die geradlinige Führung des Auslegers ist das Erstellen exakter Profile mit speziellen Profilwerkzeugen deutlich einfacher als mit konventionellen Hydraulikbaggern. Besonders geeignet für hohe Böschungen.
- Im Tunnel und Stollenbau sowie Bergbau. Besonders geeignet wegen der niedrigen Bauhöhe des Baggers. Ein Einsatz ist ab 3 m Stollendurchmesser möglich.
- In der Hüttenindustrie für Reinigungs- und Ausbruchsarbeiten an Gieß- und Schlackepfannen, Konvertern, Elektroöfen und Hochofenrinnen
- Aufreiß- und Felsarbeiten mit Aufreißhaken als Anbaugerät

## Hersteller
Folgende Hersteller bauen oder bauten Teleskopbagger:
- EWK
- Friedrich Wilhelm Schwing Maschinenfabriken, Wanne-Eickel
- Gradall, USA
- Holtmann Fahrzeug- & Maschinenbau GmbH, Moers, Deutschland
- The Warner & Swasey Company, Cleveland, Ohio, USA
- TML Technik GmbH, Monheim am Rhein, Deutschland
- Wieger Maschinenbau GmbH, Neuss am Rhein (heute TML Technik GmbH)